# جغال (قرة باشلو)
جغال (بالفارسية: جغال) هي قرية تقع في إيران في قسم قرة باشلو الريفي. يقدر عدد سكانها بـ 69 نسمة بحسب إحصاء 2016.